# Bracon guillermoblancoi
Bracon guillermoblancoi (лат.) — вид паразитических наездников рода Bracon из семейства браконид. Эндемик Коста-Рики. Назван в честь Guillermo Blanco менеджера по ловушкам Национального парка Parque Nacional Isla del Coco, ACMIC (Área de Conservación Marino Isla del Coco, Коста-Рика).

## Описание
Длина тела около 4 мм. Основная окраска буровато-чёрная и жёлтая, усики чёрные. Выделение вида произведено на основании молекулярного баркодирования последовательности нуклеотидов по цитохром оксидазе COI. Эктопаразитоид гусениц окончатого мотылька Dysodia sica (Thyrididae), питающейся на Piper marginatum (Piperaceae).  Вид был впервые описан в 2021 году американским гименоптерологом Michael J. Sharkey (The Hymenoptera Institute, Redlands, США) по типовым материалам из Коста-Рики.